# Pierre-Louis Chovet
Pierre-Louis Chovet (Avinhão, 11 de abril de 2002), é um automobilista francês.

## Carreira

### Campeonato de Fórmula 3 da FIA
Em 24 de agosto de 2020, foi anunciado que Max Fewtrell deixaria a equipe Hitech Grand Prix antes da sétima rodada da temporada de 2020 do Campeonato de Fórmula 3 da FIA. No dia seguinte foi anunciado que Chovet substituiria Fewtrell na rodada de Spa-Francorchamps. Para a disputa da temporada de 2021, ele se transferiu para a Jenzer Motorsport. Entretanto, ele foi contratado pela equipe Campos Racing para a disputa da etapa de Paul Ricard, a segunda rodada da temporada, substituindo László Tóth, que havia sido diagnosticado com COVID-19.